# Fritz Weßling
Fritz Weßling (geboren im 20. Jahrhundert) ist ein ehemaliger deutscher Handballspieler.

## Werdegang
Fritz Weßling stammt aus dem heute nordrhein-westfälischen Teil des Weserberglandes. Da er sich von Jugend an für den Handballsport interessierte, trat er dem Sportverein TUS Lahde bei, einem Verein der damaligen Ortes Lahde, der heute Teil der Stadt Petershagen (Kreis Minden-Lübbecke) ist und der eine eigene Handballabteilung unterhielt. Fritz Weßling spielte in den 1930er Jahren in der dortigen Handballmannschaft, teils in der Bezirksklasse, teils in der Gauklasse Feldhandball.
Noch vor dem Zweiten Weltkrieg spielte er in der deutschen Studentennationalmannschaft und war als Mittelstürmer der Motor der deutschen Studentenauswahl bei den Studentenspielen in Paris.
Nach dem Krieg wurde er Mitglied des THW Kiel, in dessen erster Mannschaft er ab 1946 als Mittelstürmer eingesetzt wurde. In der ersten nationalen Meisterschaft nach 1945 gewann er 1947/48 mit dem THW im Endspiel gegen Waldhof Mannheim mit 10:8 die erste Deutsche Meisterschaft im Feldhandball in der Besetzung Herbert Podolske, Kalli Feddern, Kurt Ochs, Rolf Krabbenhöft, Helmut Wriedt, Herbert Rohwer, Weßling, Fritz Westheider, Heinrich Dahlinger, Hans-Georg Sievers. (Tatsächlich war es nur die Interzonenmeisterschaft, da Vereine aus der damaligen Ostzone an den Meisterschaftsspielen nicht teilnahmen.)
Auch bei den Deutschen Handballmeisterschaften 1950 war Fritz Weßling dabei. In der Besetzung Weßling, Helmut Wriedt, Heinrich Bücker, Heinrich Dahlinger, Hansjürgen Knipphals, Kurt Ochs, Rolf Krabbenhöft, Herbert Podolske, Heinz Rieckmann, Herbert Rohwer, Theo Schwedler, H. G. Sievers, Fritz Westheider, schlug der THW im Endspiel um die Deutsche Feldhandballmeisterschaft den SV Polizei Hamburg mit 10:9) und wurde Deutscher Meister im Feldhandball.
Für den Gewinn der Deutschen Meisterschaft im Feldhandball 1950 wurden Fritz Weßling und die deutsche Meistermannschaft am 1. Dezember 1950 von Bundespräsident Theodor Heuß mit dem Silbernen Lorbeerblatt ausgezeichnet.